# Megastylus panamensis
Megastylus panamensis är en stekelart som beskrevs av David B. Wahl 1997. Megastylus panamensis ingår i släktet Megastylus och familjen brokparasitsteklar. Inga underarter finns listade i Catalogue of Life.